# 濱厚真車站
濱厚真站（日语：／ Hama-Atsuma eki */?）是位於北海道勇拂郡厚真町字濱厚真，隸屬於北海道旅客鐵道（JR北海道）日高本線的鐵路車站。電報略號為。全普通列車皆停靠本站。
本站的站名源自於阿伊努語「at-oma-p」（裂葉榆的地方）或「ar-tomam」（對面的濕地）、「at-ma」（鼯鼠游泳的地方）等，由於鄰近海邊而加上「濱」字。

## 歷史
- 1913年（大正2年）10月1日 - 苫小牧輕便鐵道厚真站開始營運。
- 1924年（大正14年）11月15日 - 改稱為濱厚真站。
- 1927年（昭和2年）8月1日 - 苫小牧輕便鐵道因鐵道國有化由日本國有鐵道接管，並改稱為日高線。
- 1943年（昭和18年）11月1日 - 日高線改稱為日高本線。
- 1977年（昭和52年）1月1日 - 取消貨物及行李處理業務。同時停止售票等旅客業務，只保留操作閉塞的職員。車站簡易委託化。
- 1986年（昭和61年）11月1日 - 引進電子閉塞系統而不再派遣操作閉塞的職員。
- 1987年（昭和62年）
  - 4月1日 - 由於國鐵分割民營化，車站由JR北海道管理。
  - 日期不詳 - 站房改建。
- 日期不詳 - 取消簡易委託，車站完全無人化。

## 車站構造
本站現時為1面1線的地面車站與無人車站。側式月台位於路軌的南方（樣似方向的右方，舊1號線），沒有設置轉轍器的單線路軌車站。過去曾是設有2個側式月台（2面2線）能夠進行列車交會的交會車站。2個月台有少許偏差，站房旁的月台中央與對面月台南側由平交道連接。站房旁（南方）為上行的1號線，對面（北方）為下行的2號線。1983年4月時，1號線往苫小牧方向設有側線通往位於站房西側的缺角式貨物月台。而在1993年停止使用交會設備後，此側線亦被移走。
站房位於車站的南側並與月台連接，由守車改建而成並塗上粉紅色。

## 載客量
- 1981年度的每天載客量為8人。
- 1992年度的每天載客量為34人。
- 2022年度的每天載客量為21人

## 車站周邊
位於苫小牧東部的工業地區。過去與日高本線並行的國道235號，由於進行改道工程，車站周圍漸見冷清。
- 北海道道287號厚真濱厚真停車場線
- 國道235號
- 日高自動車道厚真交流道
- 新日本海渡輪苫小牧東港周文碼頭
- 苫東厚真火力發電廠
- 厚真川
- 道南巴士、厚真巴士「濱厚真」站牌

## 相鄰車站
北海道旅客鐵道
日高本線
勇拂－濱厚真－鵡川

## 外部連結
- 全驛訪問之旅 （页面存档备份，存于）

1. ↑   (PDF). 北海道庁.   [2018-09-06]. （原始内容存档 (PDF)于2018-04-17）.